# 마제스틱 애슬레틱
마제스틱 애슬레틱(Majestic Athletic)은 미합중국의 스포츠 의류 제조 업체이다. 또한 마제스틱 애슬레틱은 예전부터 메이저 리그 베이스볼(MLB) 팀에 유니폼을 공급하고 있으며, 2005년에 총 30팀과 유니폼 등을 공급 독점 계약을 맺었다. 현재 MLB 팀의 유니폼은 모두 마제스틱 제품을 사용하고 있다. 그리고 마제스틱 애슬레틱은 대한민국에서는 현재 KIA 타이거즈의 유니폼의 공급을 맡고 있다.